# Ernst Bogislaw van Croÿ
Ernst Bogislaw van Croÿ (Finstingen, 26 augustus 1620 - Königsbergen, 6 februari 1684) was een evangelische bisschop van Cammin, stadhouder van Brandenburgs Achter-Pommeren en het hertogdom Pruisen. Hij was als neef van Bogislaw XIV van Pommeren (de laatste hertog van Pommeren) de erfgenaam van het persoonlijke bezit van de in 1637 in mannelijke lijn uitgestorven dynastie van de Greifen.

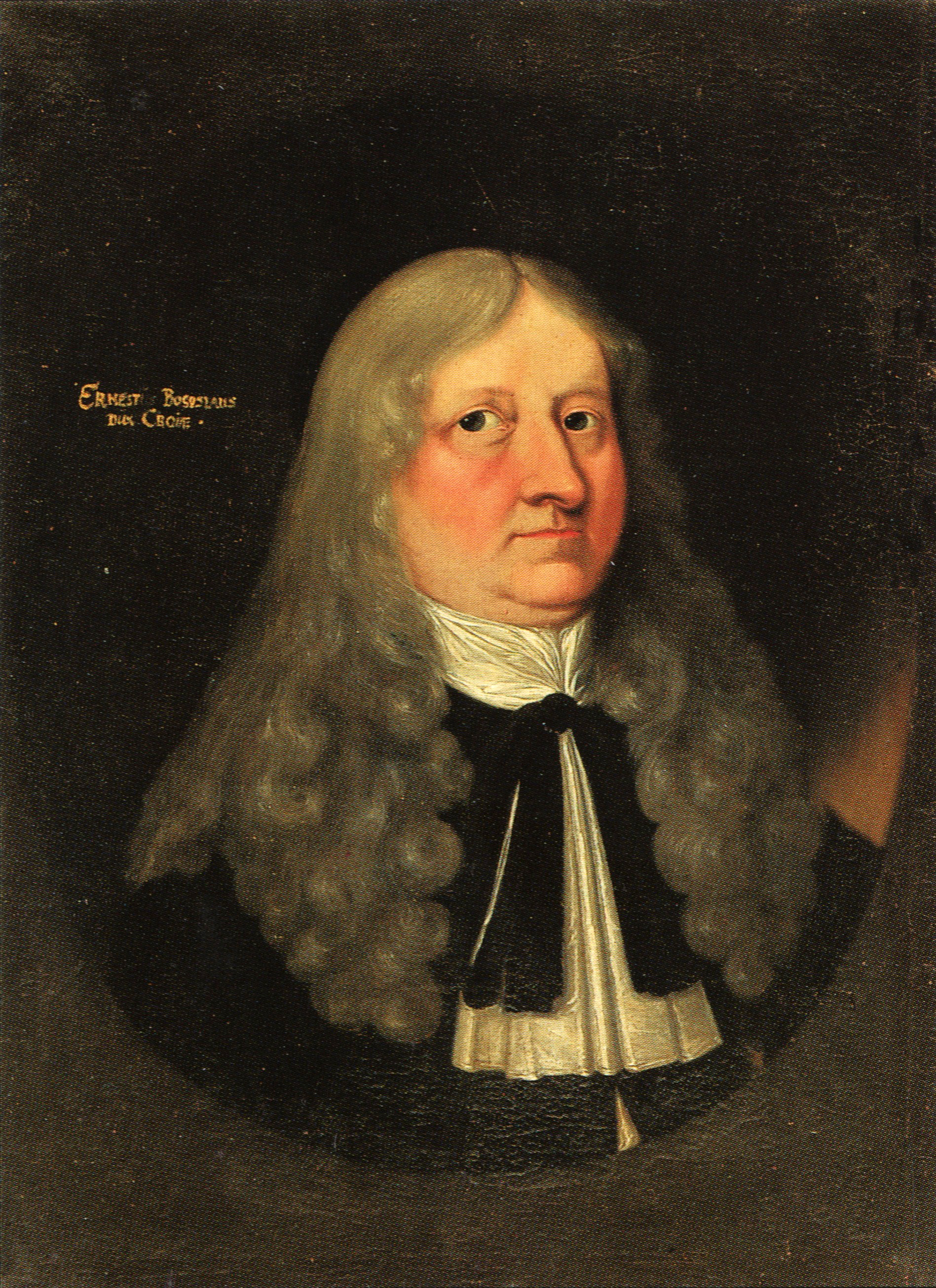
Ernst Bogislaw von Croÿ

## Leven
Ernst Bogislaw van Croÿ was de zoon van hertog Ernst van Croÿ (1588–1620) en van Anna van Pommeren (1590–1660), de dochter van hertog Bogislaw XIII van Pommeren. Hoewel de familie van Croÿ katholiek was, legden de broers van zijn moeder in het huwelijksverdrag een protestantse opvoeding voor de nakomelingen vast. Enige weken na zijn geboorte overleed zijn vader in oktober 1620 bij Oppenheim. Omdat zijn moeder zich wilde onttrekken aan de vijandige houding van haar schoonfamilie verhuisde zij met haar zoon in 1622 naar het Pommerse hof in Stettin.
Vanaf 1634 studeerde Ernst Bogislaw aan de universiteit in Greifswald. Zijn oom Bogislaw XIV schonk hem de heerlijkheden Naugard und Massow. Van 1637 tot 1650 was Ernst Bogislaw evangelische bisschop van Cammin. In de Vrede van Westfalen werd het bisdom toegedeeld aan het keurvorstendom Brandenburg. In een 1650 gesloten vergelijk deed Ernst Bogislaw afstand van zijn rechten op het bisdom; als tegenprestatie ontving hij een grote som geld en de aanspraak op het bruidsgoed van zijn moeder. In 1661 kreeg hij volgens een afspraak in het vergelijk van 1650 de domproosdij Kucklow. Hij trad in dienst van Brandenburg en was van 1665 tot 1678 stadhouder van Achter-Pommeren en na de dood van Bogusław Radziwiłł tot zijn eigen dood in 1684 stadhouder van het hertogdom Pruisen.
In zijn kort voor zijn dood opgestelde testament vermaakte hij met toestemming van de Zweedse regering aan de universiteit van Greifswald een bepaald kapitaal en daarnaast enige boeken en de zegelring van Bogislaw XIV, de grote gouden ketting van hertog Ernst Lodewijk van Pommeren en het Croÿ-Teppich. Na zijn dood werd Ernst Bogislaw in de Johanneskerk in Stolp naast zijn moeder bijgezet.

## Nakomelingen
Ernst Bogislaw van Croÿ was nooit getrouwd. Hij had echter met Dorothea Levin, een burgermeisje een buitenechtelijke zoon Ernst. Deze werd door keurvorst Frederik Willem I van Brandenburg gelegitimeerd en op 30 maart 1670 onder de naam Ernst von Croyengreiff (ook Croyengreif of Croyen-Greif) in de Keur-Brandenburgse adelstand verheven. Ernst von Croyengreiff bezat meerdere goederen bij Schmolsin in de omgeving van Stolp in Achter-Pommeren. Na een terloopse bezichtiging van het pelgrimsoord Loreto tijdens een reis naar Italië in 1678 was hij zo diep onder de indruk dat hij zich aansluitend in Rome spontaan tot het katholieke geloof bekeerde. In 1679 trad hij daar als noviet toe tot de orde der caracciolijnen om zich tot priester te laten opleiden. Hij ontving ten slotte de priesterwijding. Wegens zijn kerkelijke overgang werd hij in 1681 door zijn vader onterfd. Hij overleed in 1700 in Rome.

## Literatur
- Werner Buchholz (Hrsg.): Deutsche Geschichte im Osten Europas. Pommern. Siedler Verlag, Berlin 1999, ISBN 3-88680-272-8, S. 236, 308–309.